# 楊澤 (成化進士)
楊澤（1438年—？），字商霖，浙江台州府天台縣人，民籍。明朝政治人物。進士出身。

## 生平
浙江鄉試第三十三名。成化八年（1472年）壬辰科會試第一百一十五名，殿試登進士第二甲第四十九名。授南刑部主事，升员外郎，成化二十年升廣東按察司佥事，丁憂服闋，二十三年（1487年）十一月改福建屯田佥事。先是，建宁等八府岁纳屯粮，取道沿海，仓民苦覆折之患，楊泽折衷估价兑银，定为常例。弘治四年（1491年）四月升本司副使。闽省新建神祠，岁遣中官进香，靡费浩繁，泽因抗疏，其略曰：「宣尼，至圣也。阙里祠祀，犹守土之臣主之，他亦何烦特使乎？」朝议即罢。泽为人外和内厉，厯司邦宪，民无寃狱。擢河南按察使，未任，卒。

## 家族
曾祖父楊子相，曾任縣丞。祖父楊宗亨。父亲楊惟中。